# Associació ALBA
L'associació ALBA és una associació terrasenca, nascuda el 1987, i que es dedica a l'ajuda al drogoaddicte, a la sensibilització sobre les drogues i el VIH en col·lectius de risc. També té un projecte de cooperació internacional a Burkina Faso.

## Història
L'associació fou creada el febrer de 1987 per un grup de persones que portaven diversos mesos reunint-se a la parròquia del Carme de Terrassa amb la intenció de crear un centre d'ajuda i acollida al drogodependent. L'associació obre el Centre de Dia l'any 1989 en l'annex de la Masia de Can Anglada (Terrassa), on el drogoaddicte realitza diverses activitats terapèutiques i de reinserció social durant el dia, car un dels elements la teràpia de és que el pacient ha de mantenir el contacte amb el seu entorn social mentre dura el tractament. Des dels inicis ha existit una estreta col·laboració entre l'associació i el Departament de Salut de la Generalitat de Catalunya.
L'any 1991 firma el conveni amb el Departament de Justícia de la Generalitat de Catalunya, gràcies al qual pot treballar amb els diferents centres penitenciaris de la Província de Barcelona. El 1993 és declarada d'utilitat pública pel Consell de Ministres d'Espanya.
Entre el 1994 i el 2003 l'entitat es trasllada al Vapor Gran, i el 2003 s'inaugura l'actual seu al número 1 de la plaça del Doctor Robert, a les dependències de l'antic convent de Sant Francesc d'Assís, que forma part del Museu de Terrassa.

## Projectes

### Centre de Dia
El Centre de Dia està parcialment subvencionat per l'ICASS del Departament d'Acció Social i Ciutadania i es divideix en dos blocs terapèutics:
- Programes de baixa exigència: són programes en els que l'usuari segueix consumint i es realitzen intervencions que van encaminades a la reducció de danys associats al consum de drogues, o cap a l'alta exigència.
- Programes d'alta exigència: són programes en els que l'usuari ja no consumeix i es realitzen intervencions que busquen una abstinència total de drogues i una reinserció sociolaboral completa.

### Unitat de Crisi
La Unitat de Crisi és un programa pilot únic a Espanya promogut pel CatSalud i l'Associació ALBA. Consisteix en un centre residencial que dona un ingrés ràpid i de curta durada a persones amb toxicomanies en situació de crisi mèdica, social o sanitària deguda al consum de drogues.

### Projecte de Promoció de la Dona i Prevenció del Sida a Burkina Faso
El projecte de Promoció de la Dona i Prevenció del Sida a Burkina Faso neix arran de l'agermanament amb l'associació autòctona Fah-Sitala l'any 2004. L'associació realitza activitats socioeconómiques per a dones joves sense formació i campanyes de prevenció per a la millora de la salut general i reproductiva.
L'ajuntament de Terrassa ha subvencionat gran part del projecte.